# Canal do Otário
Canal del Parvo (o Canal do Otário, en portugués) es un canal de activismo del YouTube Brasileño y un sitio web, creado en 3 de febrero de 2012 por un usuario anónimo, cuyo anfitrión es una figura popular de Internet en Brasil, su seudónimo es el Parvo Anónimo (Otário Anonymous en Portugués).
Dedicado a investigar y denunciar campañas publicitarias engañosas, la elevada carga tributaria sobre bienes de consumo en Brasil y en la fijación de precios abusivos por parte de algunas empresas.

## Anonimato
En una entrevista al The Wall Street Journal, Parvo manifestó que valora por su anonimato, ya que protege su capacidad de manifestarse abiertamente y permite que los espectadores puedan relacionarse con él. Además de poner una bolsa de papel en la cabeza, lleva un traje con guantes blancos para ocultar su raza y edad, y prefiere no revelar su nivel de educación. También cambia su voz.
En una entrevista con el programa de televisión The Noite con Danilo Gentili, Parvo dice que su anonimato también ayuda a mantener su seguridad.

## Controversias

### Bradesco
En un video, advierte los consumidores sobre las presuntas comiciones abusivas cuando se invierte en un Bradesco FIC Referenciado DI Hiperfondo. “Eso es lo que hacen con ustedes”, dice en el video, imitando un atraco a mano armada. Bradesco, en respuesta, dijo que el video era ofensivo y ganó una demanda contra el Google Inc. en 2012 para bórralo del YouTube. Google todavía no eliminó el video y ha apelado el caso ante un tribunal superior en São Paulo.

### Correos
El video, donde Otário Anonymous critica la Empresa Brasileña de Correos y Telégrafos (también conocida como Correos), fue prohibido en el YouTube brasileño a través de una orden judicial (todavía sigue disponible en YouTube desde otros países). El vídeo compara las tasas cobradas en Brasil con las de otros países y critica el monopolio estatal en el sector postal. Tras una solicitud de Correos, el tribunal brasileño ordenó Google Inc eliminar algunas partes del video que muestra el logotipo de la empresa, que alegó “mal uso”. La decisión fue tomada en noviembre de 2013, sin embargo, se completó de manera efectiva en junio de 2014, coincidiendo con el inicio del Marco Civil de Internet. La estatal dijo que también solicitará la remoción del vídeo en Vimeo, como hizo en Google.

## Legado
- 2012 - Revista Info Exame - Brasil, Editora Abril - “Perfil Geek del Año”[2]
- 2013 - YouTube, The Silver Play Button[18]
- 2013 - Shorty Awards, Vox Populi Ganador en Activismo[1]
- 2014 - Shorty Awards, Finalista en Activismo[19][20]
- 2015 - Shorty Awards, Finalista en Activismo[21]
- 2015 - Webby Award, Homenajeado en Online Cine y Vídeo / Servicio Público y Activismo[22]